# 805
805(팔백오)는 804보다 크고 806보다 작은 자연수다.

## 수학
- 합성수로, 그 약수는 1, 5, 7, 23, 35, 115, 161, 805다. 진약수의 합은 347이므로, 805는 부족수다.
- {\displaystyle 805=4^{2}+5^{2}+6^{2}+7^{2}+8^{2}+9^{2}+10^{2}+11^{2}+12^{2}+13^{2}}
  - 연속하는 자연수 10개의 제곱합으로 나타낼 수 있으며, 이 성질을 지닌 앞의 수는 645, 다음 수는 985다.
- {\displaystyle 22^{4}-1}은 805로 나누어떨어진다.

## 과학
- NGC 805(영어판): 삼각형자리 방향에 있는 렌즈형은하.

## 교통
- 고속도로
  - 유럽 고속도로 805호선: 포르투갈의 빌라노바드파말리캉(영어판)에서 샤베스까지 이어지는 유럽 고속도로.
  - 주간고속도로 제805호선: 미국 캘리포니아주의 남북을 관통하는 주간고속도로.
- 기타 도로
  - 805번 지방도: 전라남도 신안군 장산면에서 영광군 영광읍까지 이어지는 대한민국의 지방도.
  - 현도 제805호선

## 군사
- U-805(영어판, 독일어판): 제2차 세계 대전에 사용된 나치 독일의 군용 잠수함.

## 문화유산
- 대한민국의 보물 제805호: 대구 북지장사 지장전

## 기타
- 날짜: 8월 5일
- 연도: 805년, 기원전 805년